# إذاعة القرآن الكريم أبو ظبي

Abu Dhabi's Holy Quran Radio

إذاعة القرآن الكريم ابوظبي التابعة لشبكة أبو ظبي للإعلام المتخصصة في بث تلاوات القران الكريم والبرامج الدينية الأخرى، بدأت بثها عام 1979، وكانت في بداياتها تبث القرآن الكريم المرتل فقط، ثم تطورت سنة بعد سنة لتبث العديد من البرامج المتنوعة حيث تجد فيها الترتيل، التفسير، الفتاوى، برامج الأطفال والمرأة وذوي الاحتياجات الخاصة، الحياة الأسرية وغيرها من المواضيع التي تهم المستمع المسلم والمسابقات القرآنية.

## برامج
- (صباح النور/صباح الذاكرين)[7]
- يستفتونك
- بيت السعيد
- امارات الخير
- يا باغي الخير اقبل
- ميادين الخير
- من سبق لبق
- مع عمي هلال[8]
- افتوني في رؤياي
- استشير,والخير بيصير
- القول الفصل
- أبواب الخير
- أسأل طبيبك
- بدايات
- في رياض التلاوة

## روابط خارجية
- الموقع الرسمي للإذاعة /www.adradio.ae/qurankareem/